# ویلیام دیویدسون (ورزشکار)
ویلیام دیویدسون (انگلیسی: William Davidson; ۱ ژانویهٔ ۱۸۷۶ – ۱۵ آوریل ۱۹۳۹) قایقران قایق بادبانی اهل بریتانیا بود.